# Boston-Marathon 1928
| 32. Boston-Marathon    | 32. Boston-Marathon        |
| ---------------------- | -------------------------- |
| Stadt                  | Boston, Vereinigte Staaten |
| Datum                  | 19. April 1928             |
| Distanz                | 41,1 – 42,2 Kilometer      |
| Sieger                 |                            |
| Männer                 | Clarence DeMar (2:37:07 h) |
| ← Boston-Marathon 1927 | Boston-Marathon 1929 →     |
| Website                | Offizielle Website         |

Der Boston-Marathon 1928 war die 32. Ausgabe der jährlich stattfindenden Laufveranstaltung in Boston, Vereinigte Staaten. Der Marathon fand am 19. April 1928 statt. Die Laufdistanz betrug zwischen 41,1 und 42,2 Kilometer.
Es gewann Clarence DeMar in 2:37:07 h.

## Ergebnis
| Platz | Athlet         | Land               | Zeit (h) |
| ----- | -------------- | ------------------ | -------- |
| 01    | Clarence DeMar | Vereinigte Staaten | 2:37:07  |
| 02    | James Henigan  | Vereinigte Staaten | 2:41:01  |
| 03    | Joie Ray       | Vereinigte Staaten | 2:41:56  |
| 04    | J. K. Mullan   | Vereinigte Staaten | 2:46:54  |
| 05    | Harvey Frick   | Vereinigte Staaten | 2:48:28  |
| 06    | Carl Linder    | Vereinigte Staaten | 2:50:13  |
| 07    | William Wilson | Vereinigte Staaten | 2:51:02  |
| 08    | Leo Giard      | Vereinigte Staaten | 2:51:11  |
| 09    | Charles Cahill | Vereinigte Staaten | 2:52:02  |
| 10    | Silas McLellan | Kanada             | 2:52:56  |